# Steel Frontier
Pour plus de détails, voir Fiche technique et Distribution.
Steel Frontier est un film de science-fiction américain de Jacobsen Hart et Paul G. Volk sorti en 1995. Ce long métrage mélange les codes du western et du cinéma post-apocalyptique.

## Synopsis
En 2019, les États-Unis sont en pleine anarchie. Yuma décide de défendre une petite ville désertique du nom de New Hope contre les mercenaires du général J.W. Quantrill, lointain descendant de William Quantrill...

## Fiche technique
- Titre : Steel Frontier
- Réalisation : Jacobsen Hart et Paul G. Volk
- Scénario : Jacobsen Hart
- Musique : John Gonzalez
- Photographie : Richard Pepin
- Montage : Chris Worland
- Production : Joseph Merhi et Richard Pepin
- Société de production : PM Entertainment Group
- Pays :  États-Unis
- Langue de tournage : anglais américain
- Genre : Action, western et science-fiction
- Durée : 105 minutes
- Dates de sortie : 
  -  États-Unis : 28 mars 1995

## Distribution
- Joe Lara (VF: Antoine Tomé) : Yuma
- Bo Svenson : Roy Ackett
- Stacie Foster : Sarah
- Brion James : le général J. W. Quantrell
- Kane Hodder : Kinton
- Afifi Alaouie : Shay
- Gordon Benson : grand-père Lem